# Der Bankkrach Unter den Linden
Der Bankkrach Unter den Linden ist ein deutsches Stummfilmdrama aus dem Jahre 1925 von Paul Merzbach mit einem Schauspielensemble, das von Hans Albers, Alfred Abel, Anton Pointner und Margarete Schlegel angeführt wird. Die Geschichte basiert auf Hugo Bettauers Roman Der Herr auf der Galgenleiter.

## Handlung
Die Geschichte führt ins Berlin der frühen 1920er Jahre mit seiner Hyperinflation, den Bankrotteuren, Spekulanten und Glücksrittern. Schieber und andere „Kriegsgewinnler“ versuchen in diesen rauen Zeiten, in denen die Mark kaum mehr das Papier wert ist, auf dem sie gedruckt wird, an der Börse und auf den Straßen ihren Profit zu machen und gehen dabei über Leichen. Lauter schräge Typen bevölkern die Szenerie ebenso wie unglückselige Gestalten, die sich von der Teilnahme am „Glückspiel Großstadt“ ein kleines Stück vom großen Kuchen, der Wohlstand verheißt, abzubekommen: das ist der Konfektionär und seine Gattin, die aus der Provinz nach Berlin anreisen, um dann vor Ort an einen Gauner zu geraten, der sich ihnen als angeblicher „Berater“ andient und doch nichts weiteres als ein „falscher Fuffziger“ ist, oder ein angeblicher Baron, der glaubt, über seinen (falschen) Titel ebenso Profit schlagen zu können. 
Weitere Schwindler wie ein angeblicher Diplomat betreten die Szenerie; Leute, die sowohl aus der Oberschicht als auch von ganz weit unten kommen. Selbst auf die Banken und ihre Vertreter wie den aalglatten Direktor Fritz Bellmann ist kein Verlass mehr. Der einst grundanständige Rechtsanwalt Dr. Reimers droht gleichfalls in den moralischen Abgrund von Gier und Hemmungslosigkeit abzustürzen, als er in diese falschen Kreise hineingerät. Doch anders als die anderen, die die Abgründe des Molochs nicht erkennen können oder wollen, findet er im letzten Moment noch den Absprung vom Berliner Sumpf auf das sichere Terrain des Anstands. Und zum Lohn für seine ethische Erkenntnis, dass Geld allein nicht glücklich macht, erhält er sogar sein Mädchen, seine einstige Braut, zurück.

## Produktionsnotizen
Der Bankkrach Unter den Linden entstand in der zweiten Jahreshälfte 1925 und passierte die Zensur am 30. Dezember 1925. Der Siebenakter mit einer Länge von 2420 Meter erhielt Jugendverbot und wurde am 8. Januar 1926 in Berlins Alhambra-Kino uraufgeführt. Die Wiener Premiere besaß den Romantitel Der Herr auf der Galgenleiter.
Gustav A. Knauer entwarf die Filmbauten.

## Kritiken
Friedrich Porges befand in Die Stunde: „Paul Merzbach hat gute Darstellertypen gefunden und sehr wirksame Szenen gestellt. Alfred Abel, Margarete Kupfer, Margarete Schlegel, Hans Albers, Anton Pointner, Paul Morgan, Carl Goetz und Ferdinand Bonn, ein Ensemble der Besten, bringen die Gestalten aus den Tagen des Taumels zu erschreckend echter Wiedergeburt.“
Paimann’s Filmlisten resümierte: „Das Sujet steht unter dem Eindrucke  der geschilderten Inflationszeit, was sogar in der etwas flüchtigen Regieführung Spuren zurückgelassen [hat]. Nichtsdestoweniger ist es eine spannende, publikumswirksame Angelegenheit.“